# Hazrat-Sultan-Moschee
Die Hazrat-Sultan-Moschee (kasachisch Әзірет Сұлтан мешіті Äzıret Sūltan meşıtı; russisch Хазрет Султан Chasret Sultan) ist eine Moschee in der kasachischen Hauptstadt Astana. Erbaut zwischen 2009 und 2012 ist sie derzeit die zweitgrößte Moschee Zentralasiens.

## Beschreibung
Mit dem Bau der Moschee wurde am 29. Juni 2009 begonnen. Sie befindet sich nordwestlich in Blickweite zur Pyramide des Friedens und der Eintracht. Nach rund drei Jahren Bauzeit wurde sie am 6. Juli 2012 eingeweiht. Sie ist seitdem die zweitgrößte Moschee Zentralasiens. Ihr Name Hazrat Sultan bedeutet ins Deutsche übersetzt Heiliger Sultan; benannt wurde die Moschee nach Ahmed Yesevi, einem Dichter und bedeutenden Vertreter des Sufismus.
Die Hazrat-Sultan-Moschee wurde im klassischen orientalischen Stil erbaut. Die Hauptfarbe der Fassade und auch der Innenräume ist Weiß. Sowohl die Fassade als auch die Innenausstattung sind mit traditionellen kasachischen Ornamenten verziert. Die Kuppel der Moschee ist 51 Meter hoch und hat einen Durchmesser von 28 Metern. Rund um die große Hauptkuppel sind acht weitere kleine Kuppeln angeordnet. An den vier Ecken des Gebäudes ragen vier jeweils 77 Meter hohe Minarette empor.
Die Moschee hat eine Grundfläche von 17.700 Quadratmetern und bietet Platz für bis zu 10.000 Menschen. Sie verfügt über Gebetsräume, einen Hochzeitssaal, Räume zum Lesen des Korans sowie einen Ankleideraum und einen Raum für die rituelle Waschung vor dem Gebet. An den Innenwänden befinden sich die Namen von 25 Propheten, die in den heiligen Schriften der muslimischen Umma erwähnt werden.